# Phascomurexia naso
Phascomurexia naso är en pungdjursart som först beskrevs av Fredericus Anna Jentink 1911. Phascomurexia naso är ensam art i släktet Phascomurexia som tillhör familjen rovpungdjur. Inga underarter finns listade. Arten listades tidvis i släktena Antechinus eller Murexia.
Pungdjuret förekommer i Nya Guineas centrala bergstrakter mellan 1400 och 2800 meter över havet. Regionen är täckt av tropisk regnskog eller andra fuktiga skogar. Honor föder vanligen fyra ungar per kull. Det antas att honor parar sig hela året.